# Championnat d'Allemagne féminin de football de deuxième division 2011-2012
Navigation
Édition précédente Édition suivante
La 2. Frauen-Bundesliga 2011-2012 est la 8e édition du championnat d'Allemagne de football féminin de deuxième division.
Le deuxième niveau du championnat féminin oppose vingt-quatre clubs allemands répartis dans deux groupes de douze équipes, en une série de vingt-deux rencontres jouées durant la saison de football. La compétition débute le 28 août 2011 et s'achève le dimanche 20 mai 2012.
Les premières places de chaque groupe permettent de monter en Frauen Bundesliga lors de la saison suivante alors que les deux dernières places de chaque groupe sont synonyme de relégation en Regionalliga.
Lors de l'exercice précédent, le HSV Borussia Friedenstal et le FC Sarrebruck ont été relégués après avoir fini aux deux dernières places de première division. Le FF USV IénaR, le Mellendorfer TV, le SC Bad NeuenahrR, l'ETSV Würzburg et le Borussia Mönchengladbach ont, quant à eux, gagné le droit d'évoluer dans ce championnat après avoir obtenu leurs promotions lors des phases finales de Regionalliga.
La compétition est remportée par le FFC Turbine PotsdamR et le VfL Sindelfingen, mais seul le second est promu à la fin de la saison, l'équipe réserve d'un club allemand ne pouvant évoluer au même niveau que l'équipe première. C'est le FSV Gütersloh qui a donc été promu à l'issue de la saison. Dans le bas du classement, le FCR DuisbourgR, le Mellendorfer TV, le Borussia Mönchengladbach et le FV Löchgau, sont relégués.

## Participants
Ces tableaux présentent les vingt-quatre équipes qualifiées pour disputer le championnat 2011-2012. On y trouve le nom des clubs, la date de création du club, l'année de la dernière accession à cette division, leur classement de la saison précédente, le nom des stades ainsi que la capacité de ces derniers.
Le championnat comprend deux groupes de douze équipes.
Légende des couleurs
- Relégué de Frauen-Bundesliga.
- Promu de Regionalliga.

| \| Werder Brême 0BV Cloppenburg (de) FCR DuisbourgR FSV Gütersloh HSV Borussia Friedenstal FF USV IénaR FC Lübars Magdeburger FFC (en) Mellendorfer TV SV Meppen FFC Oldesloe (de) 0FFC Turbine PotsdamR \| Localisation des clubs engagés dans le groupe Nord du championnat. |
| Werder Brême 0BV Cloppenburg (de) FCR DuisbourgR FSV Gütersloh HSV Borussia Friedenstal FF USV IénaR FC Lübars Magdeburger FFC (en) Mellendorfer TV SV Meppen FFC Oldesloe (de) 0FFC Turbine PotsdamR                                                                          |

| Nom du club              | Date de création | Dernière accession | Cls 2011      | Stade                       | Capacité | Nb T. |
| ------------------------ | ---------------- | ------------------ | ------------- | --------------------------- | -------- | ----- |
| HSV Borussia Friedenstal | 1953             | 2011               | 1.FB          | Ludwig-Jahn-Stadion         | 18 400   | 2     |
| FFC Turbine PotsdamR     | 1971             | 2004               | 3 (Gr. Nord)  | Karl-Liebknecht-Stadion     | 10 499   | /     |
| FC Lübars                | 1971             | 2010               | 4 (Gr. Nord)  | Sportplatz Schluchseestraße | -        | /     |
| Werder Brême             | -                | 2009               | 5 (Gr. Nord)  | Weserstadion Platz 12       | -        | /     |
| FCR DuisbourgR           | 1977             | 2007               | 6 (Gr. Sud)   | PCC-Stadion                 | 3 000    | /     |
| SV Meppen                | -                | 2004               | 6 (Gr. Nord)  | MEP-Arena                   | 16 500   | /     |
| FFC Oldesloe (de)        | 2000             | 2007               | 7 (Gr. Nord)  | Stadion Buniamshof          | 10 000   | /     |
| FSV Gütersloh            | 1984             | 2004               | 8 (Gr. Nord)  | Heidewaldstadion            | 12 000   | /     |
| Magdeburger FFC (en)     | 1997             | 2009               | 9 (Gr. Nord)  | Heinrich-Germer-Stadion     | 4 990    | /     |
| BV Cloppenburg (de)      | -                | 2010               | 10 (Gr. Nord) | TimePartner Arena           | 5 001    | /     |
| FF USV IénaR             | 2004             | 2011               | Reg.          | Ernst-Abbe-Sportfeld        | 12 630   | /     |
| Mellendorfer TV          | -                | 2011               | Reg.          | Stade inconnu               | -        | /     |

| \| SC Bad NeuenahrR Bayern MunichR FC Cologne TSV Crailsheim FFC FrancfortR TSG Hoffenheim FV Löchgau Borussia Mönchengladbach FFC Niederkirchen FC Sarrebruck VfL Sindelfingen ETSV Würzburg \| Localisation des clubs engagés dans le groupe Sud du championnat. |
| SC Bad NeuenahrR Bayern MunichR FC Cologne TSV Crailsheim FFC FrancfortR TSG Hoffenheim FV Löchgau Borussia Mönchengladbach FFC Niederkirchen FC Sarrebruck VfL Sindelfingen ETSV Würzburg                                                                         |

| Nom du club              | Date de création | Dernière accession | Cls 2011     | Stade                   | Capacité | Nb T. |
| ------------------------ | ---------------- | ------------------ | ------------ | ----------------------- | -------- | ----- |
| FC Sarrebruck            | 1990             | 2011               | 1.FB         | Stadion Kieselhumes     | 6 000    | 2     |
| FC Cologne               | 1974             | 2009               | 2 (Gr. Sud)  | Franz-Kremer-Stadion    | 5 000    | 1     |
| TSG Hoffenheim           | -                | 2010               | 3 (Gr. Sud)  | Stade inconnu           | -        | /     |
| TSV Crailsheim           | 1971             | 2009               | 4 (Gr. Sud)  | Schönebürgstadion       | 5 500    | 1     |
| VfL Sindelfingen         | 1971             | 2006               | 5 (Gr. Sud)  | Floschenstadion         | 5 000    | 1     |
| FFC Niederkirchen        | 1969             | 2010               | 7 (Gr. Sud)  | Sportgelände Nachtweide | -        | /     |
| Bayern MunichR           | 1970             | 2009               | 8 (Gr. Sud)  | Sportpark Aschheim      | 3 000    | /     |
| FFC FrancfortR           | 1973             | 2004               | 9 (Gr. Sud)  | Stadion am Brentanobad  | 5 200    | /     |
| FV Löchgau               | -                | 2008               | 10 (Gr. Sud) | Stade inconnu           | -        | /     |
| SC Bad NeuenahrR         | 1907             | 2011               | Reg.         | Apollinarisstadion      | 4 580    | /     |
| Borussia Mönchengladbach | -                | 2011               | Reg.         | Stade inconnu           | -        | /     |
| ETSV Würzburg            | -                | 2011               | Reg.         | Sportpark Herieden      | 5 000    | /     |

## Compétition

### Classement
Le classement est calculé avec le barème de points suivant : une victoire vaut trois points, le match nul un et la défaite zéro.
Les critères utilisés pour départager en cas d'égalité au classement sont les suivants :
1. différence entre les buts marqués et les buts concédés sur la totalité des matchs joués dans le championnat ;
2. plus grand nombre de buts marqués sur la totalité des matchs joués dans le championnat.

| Rang | Équipe                     | Pts | J  | G  | N | P  | Bp | Bc  | Diff |
| ---- | -------------------------- | --- | -- | -- | - | -- | -- | --- | ---- |
| 1    | FFC Turbine PotsdamR       | 54  | 22 | 17 | 3 | 2  | 77 | 16  | +61  |
| 2    | FSV Gütersloh              | 52  | 22 | 16 | 4 | 2  | 79 | 15  | +64  |
| 3    | BV Cloppenburg (de)        | 45  | 22 | 14 | 3 | 5  | 58 | 28  | +30  |
| 4    | HSV Borussia Friedenstal R | 43  | 22 | 13 | 4 | 5  | 62 | 27  | +35  |
| 5    | Werder Brême               | 31  | 22 | 9  | 4 | 9  | 38 | 37  | +1   |
| 6    | Magdeburger FFC (en)       | 28  | 22 | 8  | 4 | 10 | 29 | 34  | -5   |
| 7    | SV Meppen                  | 26  | 22 | 7  | 5 | 10 | 32 | 38  | -6   |
| 8    | FC Lübars                  | 25  | 22 | 7  | 4 | 11 | 23 | 42  | -19  |
| 9    | FF USV IénaR P             | 24  | 22 | 6  | 6 | 10 | 31 | 35  | -4   |
| 10   | FFC Oldesloe (de)          | 21  | 22 | 6  | 3 | 13 | 24 | 58  | -34  |
| 11   | FCR DuisbourgR             | 20  | 22 | 5  | 5 | 12 | 26 | 47  | -21  |
| 12   | Mellendorfer TV P          | 4   | 22 | 1  | 1 | 20 | 19 | 122 | -103 |

| Légende : | Légende : |
| --------- | --- |
|           | Promu en Frauen-Bundesliga. |
|           | Participe au barrage de relégation en Regionalliga. |
|           | Relégué en Regionalliga. |
|           | R Relégué de Frauen-Bundesliga. P Promu de Regionalliga. Pts points ; G victoires ; N matchs nuls ; P défaites Bp buts marqués ; Bc buts encaissés ; Diff différence de buts |

| Rang | Équipe                     | Pts | J  | G  | N | P  | Bp | Bc  | Diff |
| ---- | -------------------------- | --- | -- | -- | - | -- | -- | --- | ---- |
| 1    | VfL Sindelfingen           | 56  | 22 | 18 | 2 | 2  | 63 | 14  | +49  |
| 2    | TSG Hoffenheim             | 48  | 22 | 15 | 3 | 4  | 56 | 26  | +30  |
| 3    | FC Cologne                 | 33  | 22 | 10 | 3 | 9  | 36 | 28  | +8   |
| 4    | TSV Crailsheim             | 33  | 22 | 9  | 6 | 7  | 42 | 32  | +10  |
| 5    | FFC FrancfortR             | 33  | 22 | 9  | 6 | 7  | 38 | 37  | +1   |
| 6    | FFC Niederkirchen          | 33  | 22 | 10 | 3 | 9  | 43 | 44  | -1   |
| 7    | FC Sarrebruck R            | 30  | 22 | 8  | 5 | 9  | 37 | 34  | +3   |
| 8    | SC Bad NeuenahrR P         | 30  | 22 | 9  | 3 | 10 | 27 | 32  | -5   |
| 9    | Bayern MunichR             | 28  | 22 | 8  | 4 | 10 | 42 | 36  | +6   |
| 10   | ETSV Würzburg P            | 23  | 22 | 7  | 2 | 13 | 43 | 53  | -10  |
| 11   | Borussia Mönchengladbach P | 23  | 22 | 6  | 5 | 11 | 28 | 39  | -11  |
| 12   | FV Löchgau                 | 5   | 22 | 1  | 2 | 19 | 22 | 101 | -79  |

| Légende : | Légende : |
| --------- | --- |
|           | Promu en Frauen-Bundesliga. |
|           | Participe au barrage de relégation en Regionalliga. |
|           | Relégué en Regionalliga. |
|           | R Relégué de Frauen-Bundesliga. P Promu de Regionalliga. Pts points ; G victoires ; N matchs nuls ; P défaites Bp buts marqués ; Bc buts encaissés ; Diff différence de buts |

### Résultats
Groupe Nord
| Résultats (▼dom., ►ext.)                                   | Brê | Clo | Dui | Güt | Her | Ién | Lüb | Mag | Mel  | Mep | Old | Tur |
| Werder Brême                                               |     | 1-1 | 4-2 | 2-4 | 1-4 | 3-0 | 1-1 | 0-2 | 4-3  | 2-0 | 0-1 | 2-2 |
| BV Cloppenburg (de)                                        | 1-2 |     | 4-0 | 2-1 | 5-1 | 1-1 | 3-0 | 2-1 | 7-1  | 2-2 | 6-0 | 1-0 |
| FCR DuisbourgR                                             | 0-2 | 1-0 |     | 1-1 | 2-2 | 0-0 | 2-1 | 0-0 | 5-1  | 0-1 | 0-1 | 0-4 |
| FSV Gütersloh                                              | 3-1 | 5-0 | 4-0 |     | 2-0 | 2-0 | 3-1 | 5-1 | 15-0 | 4-1 | 7-0 | 0-0 |
| HSV Borussia Friedenstal                                   | 1-0 | 5-0 | 0-2 | 1-1 |     | 4-1 | 3-1 | 4-1 | 9-0  | 1-1 | 3-0 | 2-0 |
| FF USV IénaR                                               | 1-1 | 0-2 | 5-0 | 0-2 | 1-6 |     | 4-1 | 2-0 | 2-0  | 1-1 | 6-1 | 0-0 |
| FC Lübars                                                  | 0-1 | 0-5 | 2-1 | 0-5 | 0-1 | 2-1 |     | 3-1 | 2-1  | 3-1 | 1-0 | 0-4 |
| Magdeburger FFC (en)                                       | 1-0 | 0-4 | 4-0 | 1-3 | 1-1 | 1-3 | 0-0 |     | 5-0  | 2-1 | 4-0 | 0-2 |
| Mellendorfer TV                                            | 3-7 | 0-4 | 2-6 | 0-5 | 0-9 | 2-1 | 1-1 | 0-1 |      | 1-3 | 3-5 | 0-5 |
| SV Meppen                                                  | 2-1 | 0-2 | 1-1 | 0-3 | 1-3 | 3-1 | 0-1 | 1-1 | 8-0  |     | 2-1 | 0-5 |
| FFC Oldesloe (de)                                          | 1-2 | 0-4 | 4-1 | 1-1 | 2-1 | 1-1 | 2-2 | 1-2 | 3-0  | 0-2 |     | 0-2 |
| FFC Turbine PotsdamR                                       | 4-1 | 5-2 | 4-2 | 3-2 | 5-1 | 2-0 | 2-1 | 2-0 | 15-1 | 3-1 | 8-0 |     |
| - Victoire à domicile - Match nul - Victoire à l'extérieur |     |     |     |     |     |     |     |     |      |     |     |     |

Groupe Sud
| Résultats (▼dom., ►ext.)                                   | Bad | ByM | Col | Cra | Fra | Hof | Löc | Mön | Nie | Sar | Sin | Wür |
| SC Bad NeuenahrR                                           |     | 0-7 | 1-0 | 2-2 | 0-0 | 1-3 | 2-0 | 0-2 | 3-1 | 0-2 | 0-2 | 2-0 |
| Bayern MunichR                                             | 1-2 |     | 0-1 | 1-1 | 1-2 | 2-3 | 2-0 | 4-1 | 1-0 | 1-0 | 4-1 | 2-0 |
| FC Cologne                                                 | 3-1 | 2-1 |     | 0-2 | 1-1 | 1-5 | 4-0 | 0-0 | 7-0 | 1-0 | 0-0 | 4-0 |
| TSV Crailsheim                                             | 2-1 | 1-3 | 2-1 |     | 5-1 | 0-2 | 3-1 | 2-0 | 2-2 | 2-2 | 2-0 | 3-1 |
| FFC FrancfortR                                             | 1-0 | 3-3 | 0-2 | 1-0 |     | 1-3 | 7-1 | 1-0 | 1-0 | 1-1 | 1-0 | 7-1 |
| TSG Hoffenheim                                             | 0-2 | 1-1 | 2-0 | 2-1 | 2-1 |     | 9-2 | 4-1 | 3-0 | 3-1 | 4-1 | 9-2 |
| FV Löchgau                                                 | 1-4 | 0-5 | 1-1 | 2-4 | 0-8 | 0-2 |     | 3-3 | 1-7 | 2-1 | 3-3 | -   |
| Borussia Mönchengladbach                                   | 0-1 | 3-0 | 3-0 | 0-0 | 2-3 | 1-1 | 4-3 |     | 1-2 | 2-1 | -   | 4-3 |
| FFC Niederkirchen                                          | 1-3 | 2-1 | 3-1 | 2-4 | 2-2 | 0-0 | 4-2 | 1-0 |     | 4-1 | 1-0 | 4-2 |
| FC Sarrebruck                                              | 0-0 | 4-1 | 1-0 | 3-1 | 1-1 | 2-4 | 6-0 | 3-0 | 1-2 |     | 3-0 | 6-0 |
| VfL Sindelfingen                                           | 2-1 | 3-0 | 2-1 | 2-1 | 1-2 | 2-1 | 7-0 | 5-0 | 3-0 | 4-0 |     | 7-0 |
| ETSV Würzburg                                              | 2-1 | 1-1 | 1-6 | 2-2 | 3-0 | 2-0 | 6-2 | 2-0 | 2-6 | 1-2 | 2-0 |     |
| - Victoire à domicile - Match nul - Victoire à l'extérieur |     |     |     |     |     |     |     |     |     |     |     |     |

### Barrage de relégation
| Club              | Aller    | Retour   | Club          |
| ----------------- | -------- | -------- | ------------- |
| FFC Oldesloe (de) | Non joué | Non joué | ETSV Würzburg |

## Bilan de la saison
| Championnat d'Allemagne féminin de football de deuxième division 2011-2012 |                                                                           |
| Champion                                                                   | FFC Turbine PotsdamR (Nord) (1er titre) VfL Sindelfingen (Sud) (2e titre) |
| Promotions et relégations                                                  |                                                                           |
| Promus en Frauen-Bundesliga                                                | FSV Gütersloh                                                             |
| Promus en Frauen-Bundesliga                                                | VfL Sindelfingen                                                          |
| Relégués en 2. Frauen-Bundesliga                                           | FC Lokomotive Leipzig                                                     |

## Statistiques
| Cls | Joueuse          | Club                 | Buts |
| --- | ---------------- | -------------------- | ---- |
| 1   | Agnieszka Winczo | BV Cloppenburg (de)  | 24   |
| 2   | Christiane Gotte | FF USV IénaR         | 22   |
| 2   | Lidija Kuliš     | FFC Turbine PotsdamR | 22   |
| 4   | Annabel Jäger    | FSV Gütersloh        | 20   |
| 5   | Lina Magull      | FSV Gütersloh        | 19   |

| Cls | Joueuse              | Club             | Buts |
| --- | -------------------- | ---------------- | ---- |
| 1   | Natalia Mann         | VfL Sindelfingen | 16   |
| 1   | Claudia Nußelt       | TSV Crailsheim   | 16   |
| 3   | Julia Manger         | ETSV Würzburg    | 14   |
| 4   | Jacqueline de Backer | FC Sarrebruck    | 13   |
| 4   | Nicole Loipersberger | VfL Sindelfingen | 13   |